# Kate Bush
Kate Bush (rođena kao Catherine Bush, Bexleyheath, Engleska, 30. srpnja 1958.) engleska je pjevačica-kantautorica, glazbenica i glazbena producentica. Radi svog eklektičkog glazbenog stila i nekonvencionalnog vokalnog izraza, postala je jedna od najuspješnijih britanskih ženskih solo izvođačica u proteklih 30 godina. 

## Životopis

### Profesionalna karijera
Na preporuku Davida Gilmoura iz grupe Pink Floyd, sa 16 godina sklapa ugovor s diskografskom kućom EMI. Godine 1978., u dobi od 19 godina, svojim debitantskim singlom "Wuthering Heights" četiri je tjedna na prvom mjestu britanske top ljestvice singlova, postavši prva kantautorica s vlastitom pjesmom na prvom mjestu u Velikoj Britaniji. Iste godine bila je također i najfotografiranija žena u Ujedinjenom Kraljevstvu.
Nakon koncertne turneje 1979. – jedine turneje u njenoj karijeri – 1980. je objavila album Never for Ever, kojim postaje prva britanska solo izvođačica na prvom mjestu britanske top ljestvice albuma i prva pjevačica ikada s novim ulaskom na top ljestvicu na prvom mjestu. 1987., osvojila je BRIT Award kao najbolja britanska solo izvođačica. Objavila je devet albuma, od kojih su tri postigli prvo mjesto na britanskoj top ljestvici albuma, te je singlovima "Wuthering Heights", "Running Up That Hill", "King of the Mountain", "Babooshka", "The Man with the Child in His Eyes" i "Don't Give Up", bila među prvih deset na britanskoj top ljestvici singlova.
Godine 2002., njen autorski talent priznat je nagradom Ivor Novello, za izvanredan doprinos britanskoj glazbi. Godine 2005., objavila je album Aerial, njen prvi album nakon 12 godina, kojim je bila nominirana za BRIT Awards za najbolji album i za najboljeg solo ženskog izvođača. Tijekom karijere bila je nominirana za tri nagrade Grammy.

## Diskografija
Studijski albumi
- The Kick Inside (1978.)
- Lionheart (1978.)
- Never for Ever (1980.)
- The Dreaming (1982.)
- Hounds of Love (1985.)
- The Sensual World (1989.)
- The Red Shoes (1993.)
- Aerial (2005.)
- Director's Cut (2011.)
- 50 Words for Snow (2011.)

Kompilacije
- The Whole Story (1986.)
- This Woman's Work (1990.)

## Vanjske poveznice
- Službena stranica
- Profil na allmusic.com